# Canada op de Olympische Zomerspelen 1900
Canada deed bij de Olympische Zomerspelen 1900 in Parijs voor het eerst mee aan de Spelen. Twee Canadezen deden mee; George Orton en Ronald J. MacDonald. Orton was de eerste Canadese medaillewinnaar ooit, na winst op de 2500 meter steeplechase.

## Medailleoverzicht
| Sport    | Olympiër(s)  | Onderdeel               | Medaille |
| -------- | ------------ | ----------------------- | -------- |
| Atletiek | George Orton | 2500 m steeplechase (m) | Goud     |
| Atletiek | George Orton | 400 m horden (m)        | Brons    |

## Resultaten per onderdeel

### Atletiek
De beide Canadese deelnemers kwamen uit in het atletiek. Naast het goud op de steeplechase won Orton brons op de 400 meter horden. Hij studeerde aan de Universiteit van Pennsylvania en verkeerde daardoor veel in het gezelschap van het Amerikaanse team.
| Olympiër         | Discipline             | Resultaat | Prestatie                                  |
| ---------------- | ---------------------- | --------- | ------------------------------------------ |
| George Orton     | 400m horden (m)        | Brons     | serie 2: 2de in 1.00,2 finale: 3de in 58,8 |
| George Orton     | 2500m steeplechase (m) | Goud      | finale: 1ste in 7.34,4                     |
| George Orton     | 4000m steeplechase (m) | 5e        |                                            |
| Ronald MacDonald | marathon (m)           | 7e        |                                            |

Argentinië · Australië · België · Bohemen · Brits-Indië · Canada · Cuba · Denemarken · Duitsland · Frankrijk · Griekenland · Groot-Brittannië · Haïti · Hongarije · Iran · Italië · Luxemburg · Mexico · Nederland · Noorwegen · Oostenrijk · Peru · Roemenië · Rusland · Spanje · Verenigde Staten · Zweden · Zwitserland · Gemengde teams